# Portrait de la comtesse Catherine Skavronskaia
Le Portrait de la comtesse Catherine Skavronskaia est un portrait à l'huile sur toile réalisé en 1790 par la peintre française Élisabeth Vigée Le Brun, conservé au musée Jacquemart-André à Paris. Il a été effectué pendant son séjour à Naples pour le mari de son sujet Yekaterina von Engelhardt, le comte Pavel Martinovich Skavronski, ministre plénipotentiaire russe auprès du royaume de Naples. 

## Description
La comtesse est montrée assise et tenant un portrait miniature de son mari. La composition a eu beaucoup de succès et au moins deux copies d'époque se trouvent dans des collections russes. Le musée du Louvre conserve aussi un portrait du même modèle réalisé par Vigée Le Brun en 1796, La Comtesse Catherine Vassilievna Skavronskaïa.